# Kaum Gharib
Kaum Gharib – wieś w Egipcie, w muhafazie Sauhadż. W 2006 roku liczyła 8023 mieszkańców.